# MAI-avtalet
MAI-avtalet (Multi-Lateral Agreement on Investment) var ett handelsavtal och investeringsavtal som i hemlighet förhandlades fram av OECD och de transnationella företagens lobbyorganisationer 1997. De utgjorde ett försök att skapa "en konstitution för en global ekonomi", men avtalet läcktes ut på internet och blev hårt kritiserat bland annat av länder i syd. Enligt MAI-avtalet skulle länder förbinda sig att inte ändra sin politik på en rad långtgående områden som miljöskydd, skatter och arbetsrätt, under en lång tidsperiod. Om en land bröt mot MAI-avtalet skulle landet kunna stämmas av bolagen inför en internationell domstol och dömas att betala skadestånd.
Efter att avtalet läckts så inleddes en världsomfattande mobilisering där bland annat 600 gräsrotsorganisationer deltog. MAI-avtalet blev aldrig ratificerat och protesterna mot avtalet bidrog till att forma den sena 1990-talets och tidiga 2000-talets globala rättviserörelse.